# Heideck
Heideck là một thị xã thuộc quận Roth, bang Bayern, Đức. Đô thị này tọa lạc ở  Vùng đô thị Nürnberg và đồng thời ở Quận Hồ Franconia.